# Decreto da Guerra até a Morte

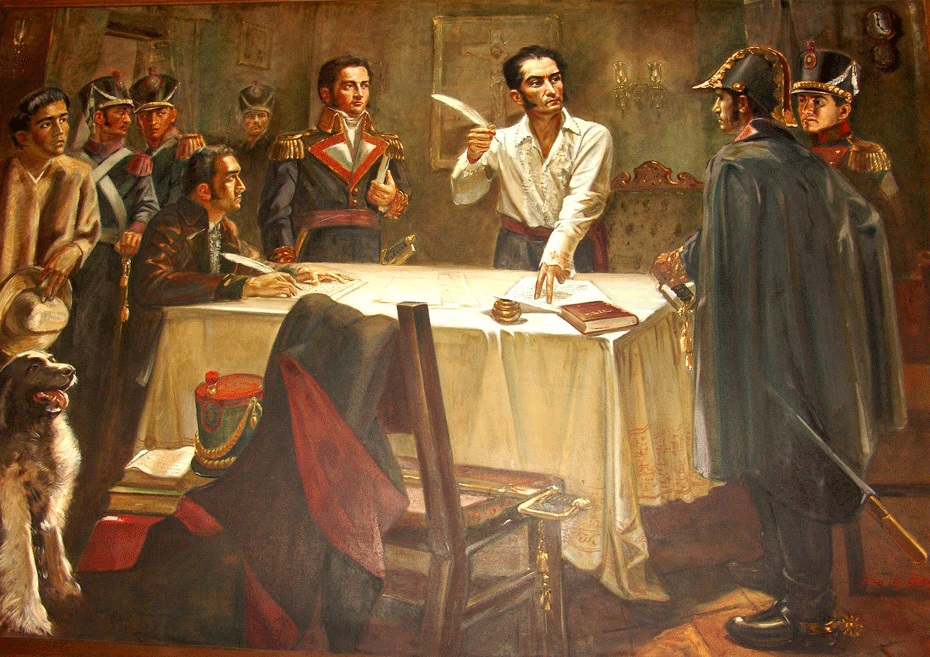
Simón Bolívar assina o decreto de guerra até a morte em 1813, durante sua Admirável Campanha.

O Decreto de Guerra até a Morte, em espanhol  Decreto de Guerra a Muerte, foi um decreto emitido pelo líder sul-americano Simón Bolívar que permitia que assassinatos e quaisquer atrocidades fossem cometidos contra civis nascidos na Espanha, exceto aqueles que auxiliavam ativamente na independência da América do Sul, e além disso, exonerou pessoas das Américas que já haviam cometido tais assassinatos e atrocidades.A frase “guerra até a morte” foi usada como eufemismo para essas atrocidades. 
O decreto foi uma "guerra de extermínio" explícita na tentativa de Bolívar de manter a independência venezuelana na guerra com a Espanha, uma vez que ele sentiu que o uso de atrocidades pelo Exército Espanhol contra aqueles que apoiavam a Primeira República da Venezuela contribuiu decisivamente para a sua derrota.:142-143
Bolívar promulgou o decreto em 15 de junho de 1813, na cidade venezuelana de Trujillo.

## Plano de Fundo
O decreto afirma que foi criado em resposta aos graves crimes e massacres cometidos por soldados espanhóis após a queda da Primeira República, em que os líderes espanhóis supostamente roubaram propriedades e executaram milhares de republicanos: "não poderíamos assistir com indiferença às aflições infligidas a você pelos bárbaros espanhóis, que vos aniquilaram com o roubo e vos destruíram com a morte, infringiram os mais solenes tratados e capitulações [uma referência à Capitulação de San Mateo, 1812]; numa palavra, cometeram todos os crimes, reduzindo a República da Venezuela a a mais horrível desolação." Proclamou que todos peninsulares na América espanhola, aqueles que não participassem ativamente a favor da sua independência seriam mortos e todos os sul-americanos seriam poupados, mesmo que tivessem cooperado com as autoridades espanholas. (Veja abaixo a declaração completa). O objetivo final do documento era assegurar às elites venezuelanas que não seriam tratadas desfavoravelmente por terem colaborado com Domingo de Monteverde e as autoridades realistas. O Decreto foi o primeiro passo para transformar a visão comum e legal da guerra de libertação venezuelana de uma mera rebelião (ou na melhor das hipóteses um guerra civil) ocorrendo em uma das colônias da Espanha, a uma guerra internacional de pleno direito entre dois países distintos, Venezuela e Espanha.

## Prática da "Guerra a Muerte"

Bandeira usada por Simón Bolívar durante a Guerra até a Morte

Esta chamada Guerra a Muerte foi amplamente praticada em ambos os lados, resultando em algumas brutalidades extremas de ambos os lados, como a execução de prisioneiros espanhóis em Caracas e La Guaira em Fevereiro de 1814, por ordem do próprio Bolívar, pouco antes do colapso do a Segunda República da Venezuela e o assassinato de vários cidadãos renomados em Nova Granada pelo exército monarquista comandado por Pablo Morillo em 1815, 1816 e 1817.
A declaração permaneceu em vigor até 26 de novembro de 1820, quando o general Pablo Morillo se reuniu com Bolívar em Santa Ana de Trujillo para declarar a guerra de independência uma guerra convencional.

## Texto do Decreto
“Simón Bolívar, Brigadeiro da União, General em Chefe do Exército do Norte, Libertador da Venezuela.

Aos seus concidadãos venezuelanos:
Um exército de irmãos, enviado pelo Soberano Congresso de Nova Granada, veio libertar-vos, e já o tens no meio de vós, depois de teres expulsado os opressores das províncias de Mérida e Trujillo.
Nós somos enviados para destruir os espanhóis, para proteger os americanos e estabelecer os governos republicanos que formaram a Confederação da Venezuela. Os Estados que cobrem as nossas armas voltam a ser governados pelas suas antigas constituições e magistrados, gozando plenamente da sua liberdade e independência; porque a nossa missão só se dirige a romper as cadeias de servidão que ainda oprimem alguns dos nossos povos, sem pretender dar leis nem exercer actos de dominação, que o direito da guerra poderia autorizar.
Tocados pelas vossos infortúnios, não pudemos ver com indiferença as aflições que vos fizeram experimentar os bárbaros espanhóis, que vos aniquilaram com o saque e vos destruíram com a morte; que violaram os direitos sagrados do povo; que violaram as capitulações e tratados mais solenes ; e finalmente cometeram todos os crimes, reduzindo a República da Venezuela à mais espantosa desolação. Assim, pois, a justiça exige vingança, e a necessidade obriga-nos a tomá-la. Que desapareçam para sempre do solo colombiano os monstros que o infestam e o cobriram de sangue; Que o seu escarmento seja igual à enormidade da sua perfídia, para lavar deste modo a mancha da nossa ignomínia e mostrar às nações do universo que não se ofende impunente os filhos da América.
Apesar dos nossos justos ressentimentos contra os iníquos espanhóis, nosso magnânimoo coração se digna, ainda, a abrir-lhes pela última vez um caminho de conciliação e amizade; todavia se lhes invita a viver pacificamente entre nós, se, detestando os seus crimes e convertendo-se de boa fé, cooperam conosco na destruição do governo intruso de Espanha e no restabelecimento da República da Venezuela.
Todo espanhol que não conspire contra a tirania em favor da justa causa pelos meios mais ativos e eficazes, será tido por inimigo e punido como traidor da pátria e, como consequência, será irremissivelmente passado pelas armas. Pelo contrário, se concede um indulto geral e absoluto àqueles que se juntam ao nosso exército com suas armas ou sem elas; àqueles que prestam auxílio aos bons cidadãos que se estão esforçando para sacudir o jugo da tirania. Serão preservados nos seus empregos e destinos os oficiais de guerra e os magistrados civis que proclamarem o Governo da Venezuela e se unam a nós ; Numa palavra, os espanhóis que prestam excelentes serviços ao Estado serão reputados e tratados como americanos.
E vocês, americanos, que foram desviados pelo erro ou pela perfídia da senda da justiça, saibam que seus irmãos os perdoam e lamentam sinceramente vossos desvios, na íntima persuasão de que não podem ser culpados e que só a cegueira e a ignorância em que o os autores dos seus crimes os tiveram até agora, puderam induzi-los a eles. Não temais a espada que vem vingá-los e cortar os laços ignominiosos com que os ligam à sua sorte vossos verdugos. Conte com imunidade absoluta à sua honra, vida e propriedades; O único título dos americanos será a sua garantia e salvaguarda. Nossas armas vieram para protegê-los e não se empregarão jamais contra um só de seus irmãos.
Esta anistia estende-se aos mesmos traidores que mais recentemente cometeram atos de felonía; e será tão religiosamente cumprida que nenhuma razão, causa ou pretexto será suficiente para obrigar-nos a quebrar a nossa oferta, por maiores e extraordinárias que sejam os motivos que nos dês para excitar a nossa animadversão.
Espanhóis e Canários, contai com a morte, mesmo sendo indiferentes, se não obrais ativamente em favor da liberdade da América. Americanos, contem com a vida, ainda quando sejais culpáveis.

Sede Geral de Trujillo, 15 de junho de 1813. Simón Bolívar.”